# Article 67 de la Constitution de la Cinquième République française
Pour un article plus général, voir Statut pénal du président de la République française.
Article 66 Article 68
L'article 67 de la Constitution française définit le régime de responsabilité du président de la République.
Cet article confirme le principe de l'irresponsabilité du chef de l’État. Il ne peut faire l'objet d'une procédure pénale, civile ou administrative pendant la durée de son mandat. Mais cette irresponsabilité, ce privilège de juridiction, est temporaire : un mois après la fin de son mandat, les procédures peuvent être engagées. 
Aussi, le Président peut tout de même être poursuivi par la Cour pénale Internationale ou être jugé par la Haute Cour "en cas de manquement à ses devoirs manifestement incompatible avec l’exercice de son mandat" (article 68 de la Constitution française).

## Contenu de l'article
« Le Président de la République n'est pas responsable des actes accomplis en cette qualité, sous réserve des dispositions des articles 53-2 et 68.

Il ne peut, durant son mandat et devant aucune juridiction ou autorité administrative française, être requis de témoigner non plus que faire l'objet d'une action, d'un acte d'information, d'instruction ou de poursuite. Tout délai de prescription ou de forclusion est suspendu.

Les instances et procédures auxquelles il est ainsi fait obstacle peuvent être reprises ou engagées contre lui à l'expiration d'un délai d'un mois suivant la cessation des fonctions. »
— Article 67 de la Constitution

## Historique
Une réforme de l'article 67 avait fait l'objet d'une promesse de campagne de Jacques Chirac, qui avait demandé à un groupe de travail de réfléchir à une modification de cet article. 
Il est, comme l'article 68, profondément remanié lors de la révision constitutionnelle du 23 février 2007. 